# Angolas herrlandslag i handboll
Angolas herrlandslag i handboll representerar Angola i handboll på herrsidan.

## Spelare
Målvakter:
- Edson Faustino - Clube 1° de Agosto
- Geovany Muachissengue - Grupo Desp. Banca
- Manuel Gunza - Sporting Luanda

Utespelare:
- Francisco Marcal - Sporting Luanda
- Jose Teodoro - Clube 1° de Agosto
- Paulo Pereira - Clube 1° de Agosto
- Marcelino Nascimento - Clube 1° de Agosto
- Sergio Lopes - Juve Lis
- Manuel Dias - Juve Lis
- Belchior Kamuanga - Grupo Desp. Banca
- Jose Pereira - S.L. Benfica de Lisboa
- Pedro Neto - Grupo Desp. Banca
- Licinio Pascaol - Clube 1° de Agosto
- Antonio Filipovic - Grupo Desp. Banca
- Alfredo Gongo - Clube 1° de Agosto
- Jose Macureia - Clube 1° de Agosto